# György Széchényi

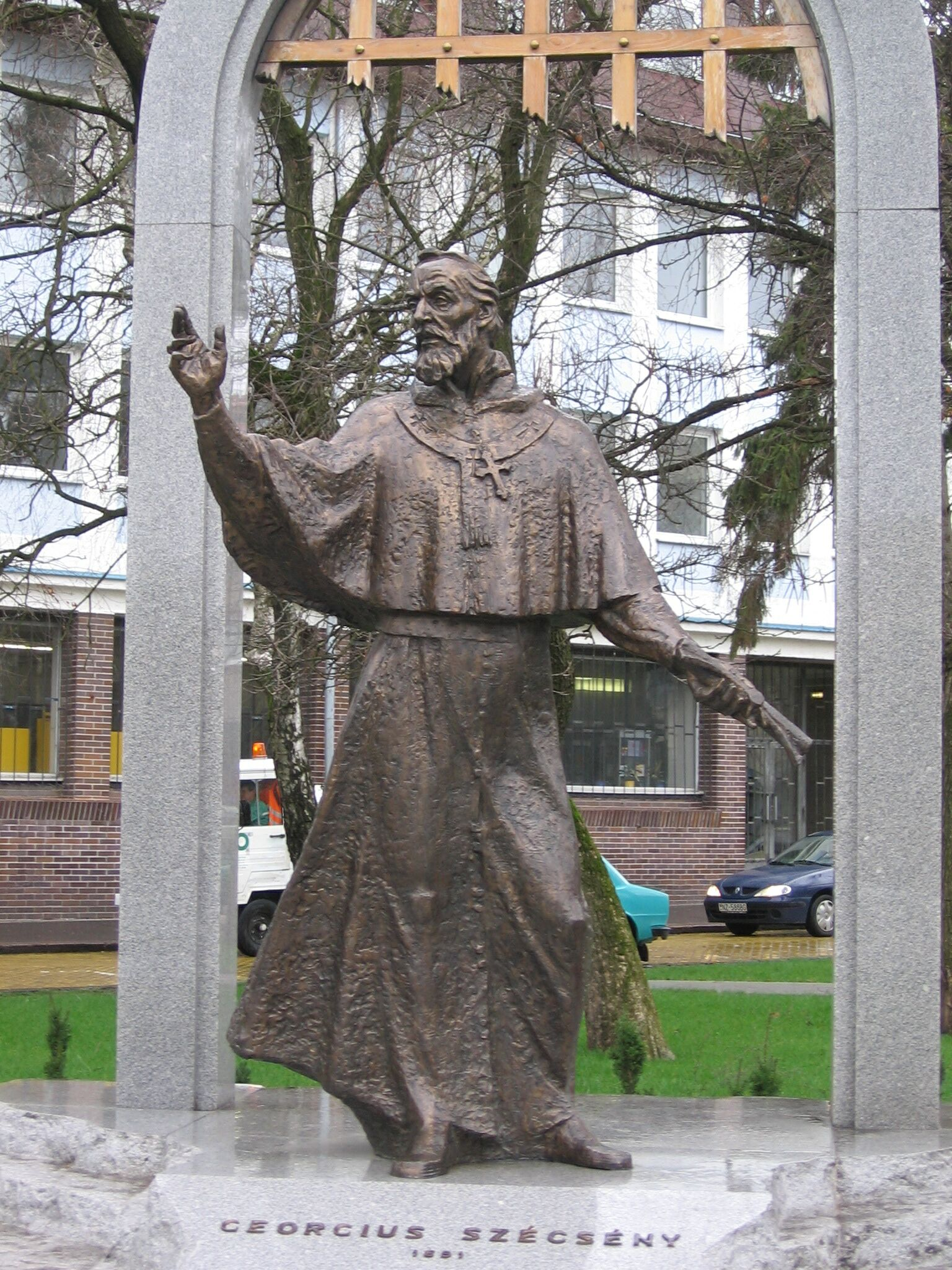
Pomnik Györgya Széchényiego w Nowych Zamkach na Słowacji.

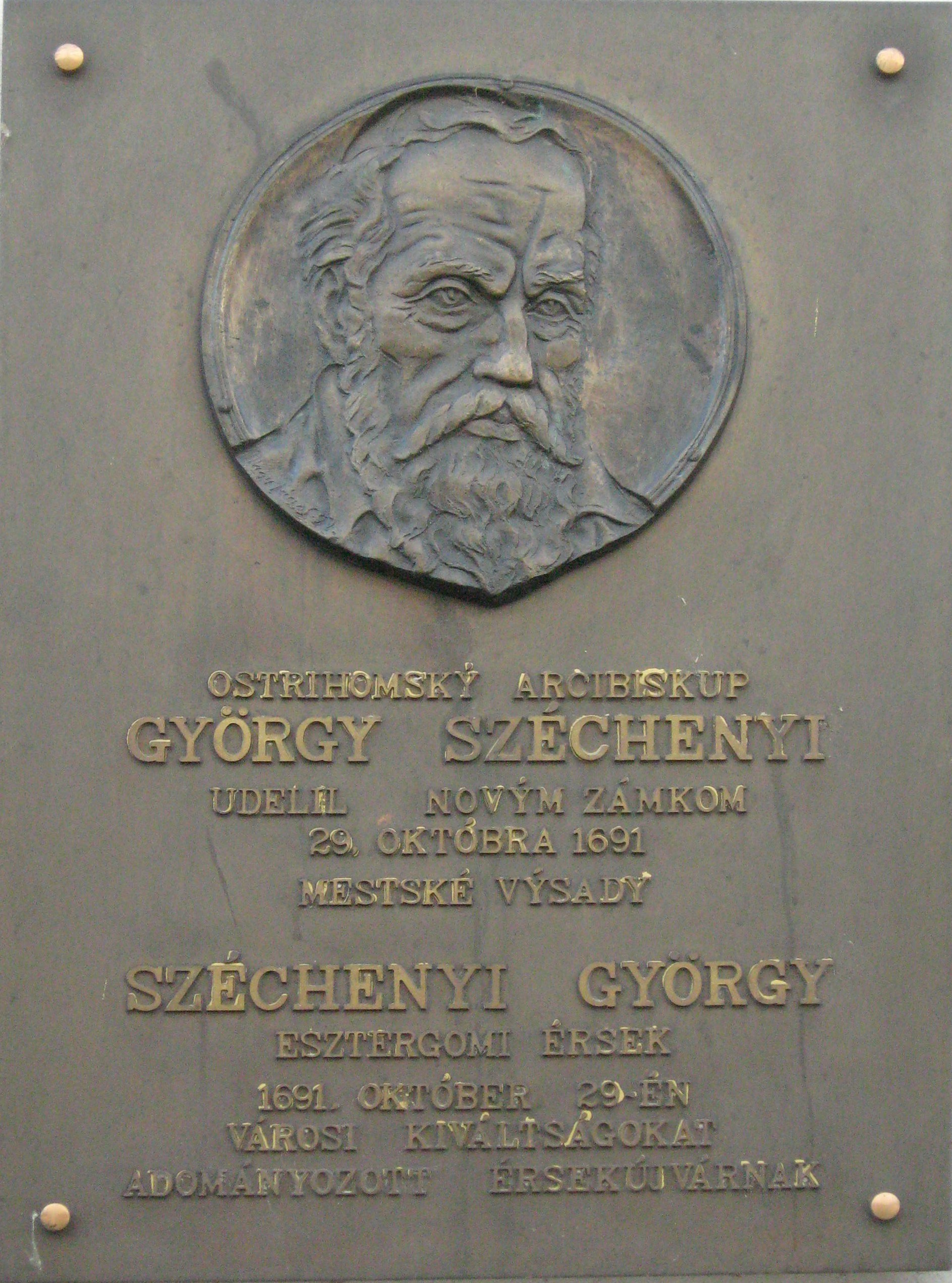
Tablica upamiętniająca arcybiskupa Györgya Széchényiego.

György Széchényi (ur. 1592 w Szécsény, zm. 18 lutego 1695 w Pożoniu) – twórca potęgi rodu Széchényich na Węgrzech, prymas Węgier i arcybiskup Ostrzyhomia (1685-1695), założyciel wielu klasztorów i kolegiów jezuickich, bojownik kontrreformacji.